# Нове Джевце
Нове Джевце (пол. Nowe Drzewce) — село в Польщі, у гміні Шліхтинґова Всховського повіту Любуського воєводства.
Населення — 293 особи (2011).
У 1975-1998 роках село належало до Лешненського воєводства.

## Демографія
Демографічна структура станом на 31 березня 2011 року:
|          | Загалом | Допрацездатний вік | Працездатний вік | Постпрацездатний вік |
| -------- | ------- | ------------------ | ---------------- | -------------------- |
| Чоловіки | 147     | 34                 | 108              | 5                    |
| Жінки    | 146     | 36                 | 88               | 22                   |
| Разом    | 293     | 70                 | 196              | 27                   |